# Pettson och Findus – Juligheter
Pettson och Findus – Juligheter (tyska: Pettersson und Findus - Das schönste Weihnachten überhaupt) är en tysk halvanimerad film från 2016 som bygger på böckerna om Pettson och Findus av Sven Nordqvist. Filmen är en uppföljare på Pettson och Findus – Roligheter och bygger på böckerna Pettson får julbesök och Tomtemaskinen.

## Handling
Julen står för dörren och Pettson och Findus har blivit insnöade. För att inte Findus ska känna att jultomten har övergivit dom bygger Pettson en tomtemaskin för att leverera julklapparna.

## Rollista
| Roll       | Skådespelare         | Svensk röst    |
| ---------- | -------------------- | -------------- |
| Pettson    | Stefan Kurt          | Claes Månsson  |
| Findus     | Roxana Samadi (röst) | Ima Nilsson    |
| Gustavsson | Max Herbrechter      | Allan Svensson |
| Beda       | Marianne Sägebrecht  | Ewa Roos       |
| Hanna      |                      | Annika Herlitz |
| Hilda      |                      | Vicki Benckert |

- Övriga röster – Anders Forslund, Joakim Tidermark

- Översättning – Carina Sagefors
- Regi – Hasse Jonsson
- Inspelning och mix – Hasse Jonsson
- Projektledare – Oskar Svensson
- Casting och Producent – Oskar Svensson
- Svensk version producerad av Eurotroll AB[11]

## Produktion
Filmen spelades huvudsakligen in i Köln Studio med mycket konstsnö, kring vilket man hade spänt grönt tyg. Bakgrunderna lades sedan till i efterhand. Precis om i föregångaren är katten, alla andra djur och mucklorna datoranimerade.